# 瓦橋關
瓦橋關，故址位于今河北省雄县城西南，地当冀中大湖白洋淀之北，拒马河之南，河湖相连，水路交通便利。
瓦桥关西出可至保定，北接军事重镇幽州，東可依大清河入海，南通冀中各镇，地位重要。由于“三关”一带居民稀少，易为敵速攻，在此設關，利于防守。

## 歷史

### 五代
唐末年，东北部的契丹渐强大。屡南犯，所以“三关”一带时有战争。到了五代，契丹向外扩张，三关战不停。后唐同光二年，契丹南侵，犯瓦桥关屯兵佔領。
后唐莊宗同光四年（926年）魏博軍戍守瓦橋關的士兵皇甫暉煽動同袍叛變，攻下鄴都（今河北省大名縣），是為鄴都之變，莊宗討伐無功，卻死於後續的興教門之變。
后来，石敬瑭乞兵于契丹，灭了后唐，建立后晋，把燕云十六州割让给契丹，瓦桥等三关便为契丹所有。
后周世宗对契丹用兵。显德六年（959年），世宗亲自率军伐辽，收复了燕云十六州中的瀛州、莫州和“三关”，于是“三关”以南始为国境。

### 宋代
北宋建立初年，国力不强，采取守势，瓦桥等三关成为北宋的北方边防要地。北宋集结重兵驻扎“三关”，以防契丹辽军南侵。可是“三关”四周平原，无大山大河可守。为了增强边防能力，宋真宗时驻防瓦桥关的六宅使何承矩，壅塞九河中徐、鲍、沙、唐等河流，形成众多水泊，河泊相连南北防线。以后水域逐渐增广成为一道沿流曲折800里，宽处达60里的水上长城。水上长城为瓦桥关等三关助威不少，对阻止遼的南侵重要作用。

### 今日
时至今日，瓦桥关等关早已不存，那道水上长城大部分都已填平，只有西部的白洋淀尚保留下来。